# 海南铁路有限公司
海南铁路有限公司是一家主要由中国国家铁路集团、广东省政府、海南省政府合资组建的责任制公司，原为2010年成立的海南高速铁路有限公司。2017年中国铁路总公司对海南铁路进行体制改革，将海南高速铁路有限公司，粤海铁路有限责任公司进行合并重组，成立海南铁路有限公司。与中国铁路广州局集团海口铁路办事处，中国铁路广州局集团有限公司海口工程建设指挥部实行合署办公。中国铁路广州局集团有限公司为该公司最大股东，其次为海南省发展控股有限公司，广东省铁路建设投资集团有限公司。

## 沿革
1959年1月1日，广州铁路局海南铁路办事处在海口市成立。10日，接管榆林-三亚间铁路，办事处迁往三亚市。6月10日接管原海南钢铁公司所属石八铁路，办事处迁往东方市八所镇。
1987年经铁道部批准，撤销海南铁路办事处，成立海南铁路公司。次年更名为海南铁路总公司，总部设于东方市。
2004年，粤海铁路建成通车，粤海铁路有限公司成立。同年海南铁路总公司并入粤海铁路有限公司，总部由东方市迁往海口市。原办公地址改建为海南铁路博物馆。
2010年，海南东环铁路建成通车，海南东环铁路有限公司成立，2015年更名海南高速铁路有限公司。
2017年实行重组，海南高速铁路有限公司吸收粤海铁路有限公司，并更名为现名称。

## 管辖铁路
- 粤海铁路：全长163km(含轮渡段24km)
- 海南西环铁路：全长362km（另有石碌支线13km，八所支线9km）
- 海南东环铁路：全长308km
- 海南西环高速铁路：全长344km

## 直属段
- 海口车务段
- 海口综合维修段
- 海口机辆轮渡段（机务，车辆，轮渡三合一管理）
- 海口房建公寓段

## 混合制改革
2018年，海南省国资委发布海南铁路有限公司混合制改革PPP项目资格预审公告。通过引进有实力的社会投资人受让部分股权并进行增资扩股的方式实施混合所有制改革。中选社会投资人与海南铁路公司其他股东共同运营海南铁路公司的海南铁路运输及非铁路运输业务。
项目采用TOO方式实施，即社会投资人通过受让海南省发展控股有限公司持有的海南铁路公司出资对应股权，并向海南铁路公司单方增资扩股的方式实施混合所有制改革，社会投资人共计取得海南铁路公司38.73%股权，并与现有其他股东以海南铁路公司作为项目公司负责存量项目的运营、融资、维护，海南铁路公司继续拥有存量项目资产，并向公众提供铁路运输服务并自主开发非铁路运输业务。运营期满30年后，社会投资人可按届时评估的股权价值转让其所持海南铁路公司股权，海南铁路公司其他股东有优先购买权。若海南铁路公司的其他股东放弃优先购买权且法律法规允许的情况下，社会投资人可继续持有海南铁路公司股权参与公司对项目的运营。
混改项目于当年9月9日结束竞标，截至目前并未有任何结果公布。
详情见连接：海南铁路混合所有制改革PPP项目(竞争性磋商资格预审二次公告)-资格预审公告